# Cendrillon 80
Pour les articles homonymes, voir Cendrillon (homonymie).
Pour plus de détails, voir Fiche technique et Distribution.
Cendrillon 80 (Cenerentola '80) est une comédie musicale franco-italienne réalisée par Roberto Malenotti et sortie en 1984.
Le film, qui met en scène l'Américaine Lory Bianco (en) et le Français Pierre Cosso, a fait l'objet d'une version télévisée diffusée en deux épisodes sur Rai 2.

## Synopsis
Cindy, 18 ans, vit à Brooklyn avec son père, le pizzaiolo Harry, ses garces de belles-sœurs et sa vicieuse belle-mère Muriel. Elle est une chanteuse et danseuse talentueuse qui se consacre à la scène musicale new-yorkaise.
Muriel prévoit un séjour à Rome pour que ses filles sans talent, Liz et Carol, puissent y terminer leurs études musicales et pour chercher des gendres dignes de son rang. Cindy y fait la connaissance de Mizio, un musicien italien, dont elle tombe amoureuse. Après une dispute, Cindy et Mizio s'enfuient. Au cours de leur fuite, ils se séparent en se disputant, mais Cindy peut fêter son premier succès en tant que chanteuse. À la fin, elle participe au grand bal de la noble famille Gherardeschi et découvre que Mizio est un véritable prince, qu'elle commence par fuir en lui laissant sa chaussure en argent, avant que l'histoire ne prenne un tour heureux à l'aéroport. Son surnom « Mizio » est une abréviation de son vrai nom : Michele Eudizio.

## Fiche technique
- Titre en français : Cendrillon 80[2]
- Titre original italien : Cenerentola '80[3]
- Réalisation : Roberto Malenotti
- Scenario : Ottavio Alessi, Ricardo Malenotti, Ugo Liberatore, Carlo Cristallini
- Photographie :	Dante Spinotti
- Montage : Angelo Curi
- Musique : Guido et Maurizio De Angelis
- Décors : Paolo Biagetti (it)
- Costumes : Michela Gisotti (it)
- Production : Roberto Malenotti, Mario Cotone, Lise Fayolle
- Société de production : RAI-Rete 2, TVC Television Center, Stand'Art Productions
- Pays de production :  Italie -  France
- Langue originale : Italien
- Format : Couleur - 1,85:1 - Son mono - 35 mm
- Durée : 120 minutes (version cinéma) ; 206 minutes (version télévisée)
- Genre : Comédie musicale
- Dates de sortie :
  - Italie : 16 février 1984
  - France : 1987[2]

## Distribution
- Lory Bianco (en) (sous le nom de « Bonnie Bianco ») : Cindy Cardone
- Pierre Cosso : Mizio/Prince Eugenio
- Adolfo Celi : Prince Gherardeschi
- Sylva Koscina : Princesse Gherardeschi
- Vittorio Caprioli : Harry Cardone
- Sandra Milo : Marianne
- Edi Angelillo : Carol Cardone
- Paolo Baroni : « Vampirone », l'ami de Mizio
- Franco Caracciolo : Egisto
- Franco Angrisano : Rocco

## Résonance en Allemagne
Le long-métrage Cendrillon 80 a été diffusé pour la première fois le 3 janvier 1986 en première partie de soirée de la télévision est-allemande Deutscher Fernsehfunk. En Allemagne de l'Ouest, la chaîne ARD a diffusé le film sous forme de mini-série en quatre parties sous le titre Cinderella '87, chaque dimanche du 15 février au 8 mars 1987. Les deux versions ont été doublées différemment.
En Allemagne de l'Ouest, un véritable engouement autour de Bonnie Bianco s'est produit en 1987 après la première diffusion, ce qui a eu pour conséquence, entre autres, que le single Stay de la bande originale, chanté par Bianco et Cosso, a atteint la première place du classement des singles. La bande originale du 33-tours Cinderella '87 a atteint la deuxième place du classement Media-Control d'Allemagne de l'Ouest le 23 mars 1987 et est restée en tout 16 semaines dans le top 100.